# Fletchamia
Fletchamia ist eine Gattung der Landplanarien, die in Australien auftritt.

## Merkmale
Individuen der Gattung Fletchamia haben einen länglichen, subzylindrischen Körper mit einer Kriechsohle, die 50 bis 70 % der Körperbreite einnimmt. Die Augen bilden um das Vorderende eine einzige Reihe, im vorderen Bereich der Seiten sitzen viele Augen, bevor sie weiter hinten in zwei bis drei gestaffelten Reihen angeordnet sind. Die Würmer haben eine schwache parenchymale Muskulatur, dies umfasst eine lose Ringzone aus zirkulär-schrägen Muskelfasern und eine schwache bauchseitige Platte aus Längsfasern. Dem Kopulationsapparat fehlt eine permanente Penispapille, aber manche Arten besitzen diese noch als Rudiment. Das weibliche Atrium genitale ist nach hinten hin mit einem Divertikel verbunden.

## Etymologie
Der Gattungsname Fletchamia ist ein Kofferwort der Nachnamen von Joseph James Fletcher (Fletc-) und Alexander Greenlaw Hamilton (-hami-), der an ihren Beitrag zu den Kenntnissen über australische Landplanarien erinnern soll.

## Arten
Zur Gattung Fletchamia werden sieben Arten zugeordnet:
- Fletchamia dakini (Dendy, 1915)
- Fletchamia flavilineata (Dendy, 1915)
- Fletchamia fuscodorsalis (Steel, 1901)
- Fletchamia mediolineata (Dendy, 1891)
- Fletchamia mmahoni (Dendy, 1891)
- Fletchamia quinquelineata (J. J. Fletcher & A. G. Hamilton, 1888)
- Fletchamia sudgeni (Dendy, 1891)